# Кифла
Кифлата е произведение на хлебарската и сладкарската промишлености. Представлява изпечено тестено изделие във формата на малко хлебче, руло или полумесец. В зависимост от състава на тестото или плънката може да бъде със сладък или солен вкус.
За плънка се използват млечни продукти (сирене, извара, кашкавал и др.), шоколад, плодови сладка и мармалади. Тестото се замесва от пшенично брашно, мазнина, сол, захар и мая, яйца, мляко и други продукти се добавят в зависимост от избраната рецепта и вкусови предпочитания.
Думата „кифла“ в новия български жаргон има и пейоративен смисъл, отнасящ се предимно за суетни млади жени.

## Произход
Кифлата е описана за пръв път в Австрия през 1227 г., когато е наричана кипфен (chipfen) във Виена.:с. 4 В Австрия кифлата се счита от правителството за традиционна храна.
Много е вероятно именно кифлата да вдъхновява създаването на сходния френски кроасан, който се прави от многолистно (ламинирано) тесто.